# Дуффинг, Георг
Георг Дуффинг (нем. Georg Wilhelm Christian Caspar Duffing, 11 апреля 1861, Вальдсхут-Тинген — 5 апреля 1944, Шведт) — немецкий инженер и изобретатель. В 1918 году он математически описал колебания и их резонансы дифференциальным уравнением, получившим его имя (Уравнение Дуффинга). Уравнение Георга Дуффинга для теории колебаний является классической моделью нелинейных колебаний, с 1970-х годов имело приложения в теории хаоса.

## Биография
Георг Дуффинг был старшим сыном купца Кристиана Дуффинга и его жены Джули Спайс. В 1862 году семья переехала в Мангейм, где дед по матери занимался столярным промыслом. В старшей школе Даффинг проявил особый талант к математике и к музыке. Из-за порока сердца он отказался от своего первоначального намерения сделать военную карьеру и с 1878 по 1883 год в Технологическом институте Карлсруэ последовательно изучал математику, инженерию и машиностроение. Несмотря на порок сердца, он выиграл чемпионат Бадена по гимнастике.
После завершения учёбы (возможно, без экзамена), Дуффинг начал сотрудничать с Кёльн-Deutz AG и внёс свой вклад в разработку газового двигателя, который был успешно представлен в 1905 году. В 1910 году Дуффинг проходил стажировку в США в компании Westinghouse Electric. Вернувшись в Германию, поселился в Берлине в 1913 году. Посещал лекции Макса Планка по квантовой физике и проводил исследования при поддержке Ойгена Мейера в Берлинском техническом университете.
В 1918 году опубликовал свою ставшую широко известной работу о колебаниях маятника, ныне известного как осциллятор Дуффинга.
В 1921 году, испытывая финансовые затруднения, поступил на работу в гамбургскую компанию Ölwerke Stern-Sonneborn AG (Ossag), где занимался фрикционными характеристиками и вязкостью смазочных масел и возглавлял лабораторию развития компании. Из-за аварии на Кап Аркона в 1929 году, связанной со смазочным маслом, Дуффинг, которому пришлось бороться за свою репутацию в суде из-за внутренней политики в компании, потерпел профессиональный крах.
В 1931 году Дуффинг вернулся в Берлин.
Из-за воздушных налётов на Берлин он нашёл убежище в Шведте, где и умер 5 апреля 1944 года. Георг Дуффинг был похоронен в Берлине на Friedhöfe vor dem Halleschen Tor.
Дуффинг владел различными техническими патентами в Германии и США.